# Fungo allucinogeno

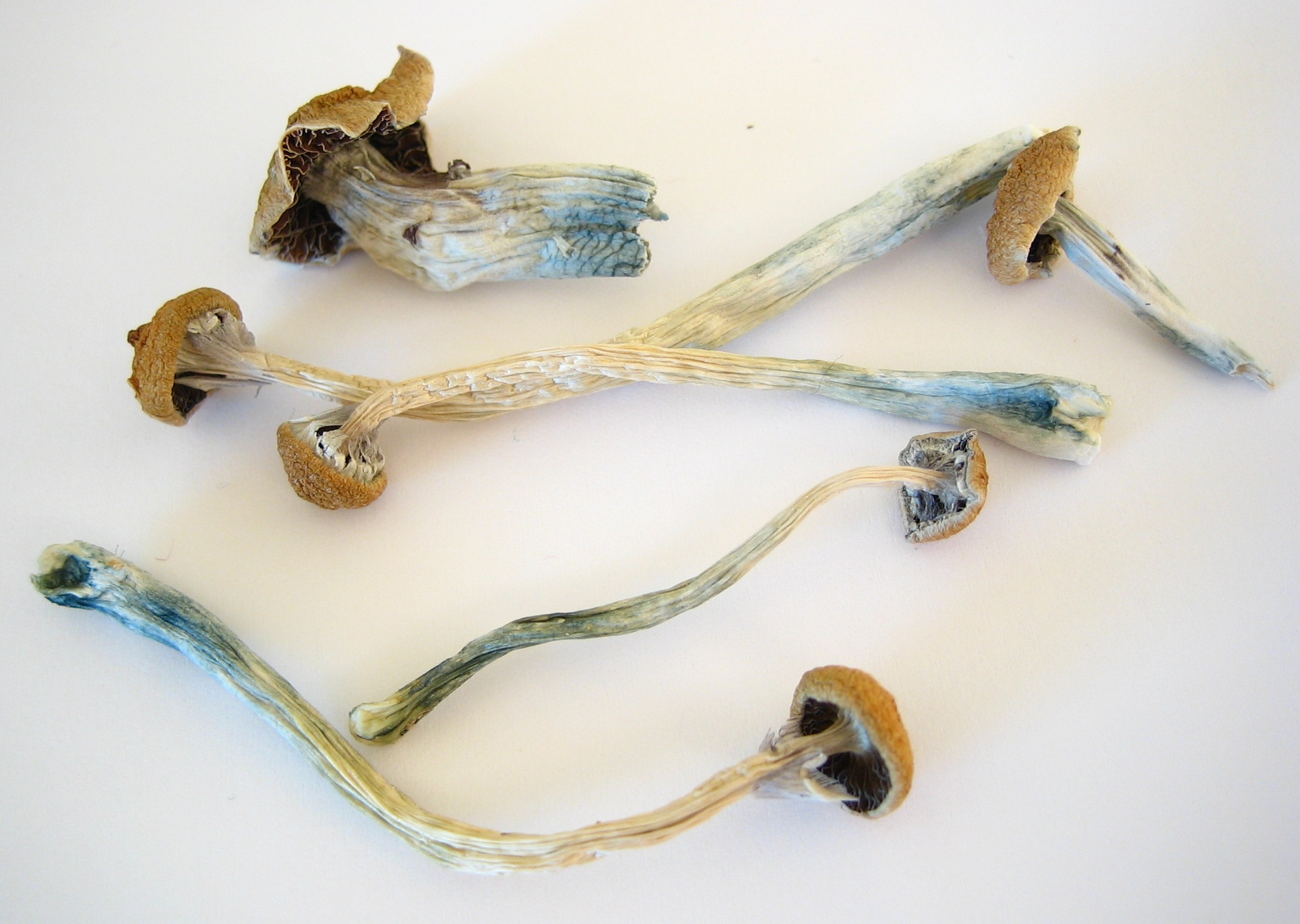
Psilocybe cubensis

Con il termine generico di funghi allucinogeni si indicano le specie di funghi dalle caratteristiche psicoattive (sia psichedeliche, come nel caso dei funghi contenenti psilocibina, che più genericamente inebrianti, come in quelli contenenti muscimolo e acido ibotenico). Ne esistono circa duecento specie, diffuse in tutto il mondo, e ogni anno i micologi ne classificano di nuove.
Questi funghi vengono considerati per antonomasia allucinogeni, anche se ad un dosaggio di psilocina moderato tra i 15 e i 25 mg, la percezione è alterata tale da causare allucinazioni ove l'individuo è capace comunque di discernere la realtá dalla finzione, a differenza della sintomatologia della schizofrenia o del disturbo bipolare. L'impatto emotivo è considerabile tale da indurre spesso uno stato di stupor, per via della distorsione della realtá.
Evidenze storiche e archeologiche dimostrano che una pluralità di culti e tradizioni, sia a scopo religioso sia terapeutico, si è sviluppata intorno ad essi. Infatti, i cactus e i funghi psichedelici erano e sono tuttora tradizionalmente diffusi presso le popolazioni indigene di diverse aree dell'America e il loro uso, legato a riti sacri, è fatto risalire al 2000 a.C. e si è poi perpetuato verso le culture degli Inca, degli Aztechi e dei Maya.
Pare che il loro uso non fosse estraneo anche alle culture europee, africane e asiatiche fin dall'età della pietra.

## Psilocibina

La struttura chimica della psilocibina

La struttura chimica della psilocina

I funghi del genere Psilocybe, con le loro 80 varietà (tra cui il teonanacatl), fanno parte della famiglia delle Strophariaceae e contengono principi attivi quali psilocibina e derivati. A causa della loro struttura chimica simile, la psilocibina e la psilocina sono imparentate con DMT e con l'LSD ed hanno un effetto psicoattivo del tutto simile a queste, anche se differenti per durata ed intensità.
Il più consumato tra questi funghi è probabilmente il Psilocybe cubensis, comunemente detto "messicano". Questa specie è diffusa in tutta la fascia tropicale del globo e il suo habitat è stercorale, cioè cresce sugli sterchi di numerosi quadrupedi; è il fungo psilocibinico più coltivato indoor in tutto il mondo. Un altro fungo molto comune è il Panaeolus cyanescens detto "hawaiano" dagli effetti molto prolungati nel tempo (5-6 ore) e che pare generare allucinazioni molto vivide.

## Commercio
In alcuni paesi, come ad esempio i Paesi Bassi, era consentita la vendita dei funghi psichedelici. Erano infatti commercializzati nella zona libera di Christiania a Copenaghen e negli "smart shop" di tutti i Paesi Bassi; addirittura ad Amsterdam era possibile partecipare in alcune discoteche a mushroom party perfettamente legali. Tuttavia da gennaio 2009 la loro vendita è stata vietata nei Paesi Bassi, come anche in Danimarca. È comunque ancora possibile reperirli negli smart shop olandesi che oggi commercializzano anche un prodotto con effetti simili che è ancora legale e che consiste in piccoli tuberi dagli effetti psichedelici chiamati truffels (tartufi). La sostanza attiva nei tartufi psichedelici è la psilocibina, la stessa presente nei funghi.
Su Internet la vendita avviene in modo irregolare e ci sono dei siti specializzati (in gran parte basati in USA) che spediscono in tutto il mondo, anche in Italia. È invece legale la commercializzazione delle spore (in quanto prive di sostanza psicoattiva) con le quali è possibile procedere all'autocoltivazione (illegale anche in Italia).
In molti paesi tropicali come Laos, Cambogia, Indonesia oppure Thailandia, dove sono illegali, vengono venduti ai turisti sotto forma di frittatine o frullati.
In Italia la normativa vigente vieta la commercializzazione di specie appartenenti ai generi Psilocybe e Stropharia, equiparandoli penalmente a qualsiasi altra droga iscritta nella Tabella I.

## Effetti
In seguito all'ingestione i funghi psichedelici possono inizialmente determinare visione più intensa dei colori, scia percepita dopo gli oggetti in movimento nel campo visivo, alterazione ipnotica della percezione dell'ambiente circostante, vertigini, vomito, diarrea. Più alta è la quantità di Psilocibina assunta, maggiori sono le probabilità che i sintomi peggiori si verifichino.
Questi sintomi possono essere alquanto fastidiosi, ma in genere hanno breve durata e sono lentamente sostituiti dagli effetti psichedelici delle sostanze che, come l'acido lisergico, oltre alle ripercussioni sulle percezioni possono avere effetti enteogenici (sensazioni di contatto profondo con la realtà interiore ed esterna, atteggiamento contemplativo, disposizione alla pace interiore).
Una ricerca del 2011 della Johns Hopkins University ha dimostrato che l'uso occasionale di funghi psichedelici sotto il controllo e la guida di specialisti psichiatrici, porta nella maggior parte dei casi trattati a duraturi miglioramenti della personalità, con un considerevole ampliamento dell'apertura mentale anche in età adulta.
Sembra che il sovradosaggio di psilocibina non sia in grado di provocare danni permanenti, almeno a breve termine; uno studio del 2012 della National Academy of Sciences, pubblicato sul British Journal of Psychiatry ha dimostrato che l'uso di psilocibina migliora le facoltà mnemoniche.

## Usi terapeutici

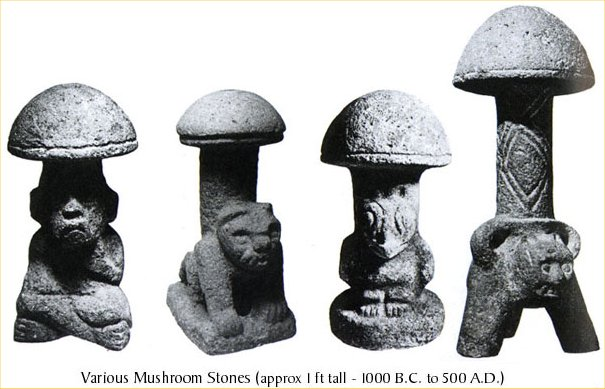
Statue di funghi precolombiani

Secondo uno studio del 2010, i funghi alla psilocibina della famiglia Psilocybe così come l'LSD, mostrano un grande potenziale nella cura della cefalea a grappolo.
Uno studio dell'Università dell'Arizona (2011) ha testato la psilocibina su nove pazienti affetti da disordine ossessivo-compulsivo, riscontrando miglioramenti durati da pochi mesi a molti anni in tutti loro. Questi studi rivelano la potenzialità di queste sostanze ad essere sostituite alle più comuni benzodiazepine e oppiacei, con le quali è possibile fare overdose, mentre psilocibina e psilocina sono, secondo gli studi più recenti, totalmente sicure dal punto di vista tossicologico.
Uno studio effettuato nel 2011 dagli scienziati della Johns Hopkins university di Baltimora ha dimostrato che i funghi contenenti psilocibina inducono positivi cambiamenti nella personalità degli assuntori. Più della metà dei partecipanti allo studio (60%) ha mostrato una decisa trasformazione in termini di apertura mentale e creativa. I tratti che si sono rafforzati sono quelli dell'immaginazione, delle idee astratte, dei sentimenti, del senso estetico e tali cambiamenti sono durati almeno per i 14 mesi in cui i soggetti sono stati sottoposti a controlli.
Uno studio del 2014 pubblicato dal Journal of Pharmacology ha evidenziato buoni risultati nell'uso di funghi psichedelici come terapia dalla dipendenza da tabacco nei dipendenti da nicotina.  Viene studiato anche l'uso della psilocibina per assistere la psicoterapia per il trattamento di depressione. Nel 2018 la Food and Drug Administration (FDA) ha assegnato la Breakthrough Therapy Designation per la terapia assistita da psilocibina per la depressione resistente al trattamento. Nel 2019 la FDA ha concesso la designazione anche per la terapia con psilocibina nel trattamento del disturbo depressivo maggiore. Robin Carhart-Harris, direttore del "Centre for Psychedelic Research" dell'Imperial College di Londra, ha dichiarato, a seguito di un singolo studio su un ristretto gruppo di persone, che la psilobicina si sta rivelando decisamente più efficace del trattamento tramite farmaci SSRI.

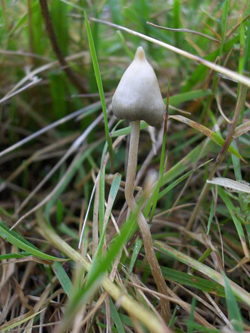
Psilocybe semilanceata

## Funghi allucinogeni italiani
La maggior parte dei funghi cosiddetti "allucinogeni" sono in effetti psichedelici e contengono psilocibina e psilocina. In Italia la specie più diffusa, più nota e più potente è Psilocybe semilanceata, che cresce in habitat erbosi sulle Alpi e sull'Appennino tosco-emiliano; è presente anche sui massicci montuosi dell'Italia centrale. In quasi tutte le regioni, sia nelle zone di pianura che in quelle montuose, si incontrano altre specie psichedeliche meno note o meno frequenti, quali ad esempio Psilocybe cyanescens o Panaeolus subbalteatus. Diverse specie hanno diverse concentrazioni della sostanza, producono i principi attivi in maniera incostante, questa è la principale causa di un sovradosaggio che può portare a momentanei episodi psicotici. Alcune specie, in particolare quelle appartenenti al genere Panaeolus, sono coprofaghe, per cui sono presenti sopra o in prossimità di sterco animale, per lo più bovino ed equino. Quasi tutti i funghi che contengono significativa quantità di psilocibina e psilocina, sono caratterizzati da un fenomeno di bluificazione del gambo, o anche del cappello, che si presenta alcuni minuti dopo la raccolta.
Amanita muscaria e Amanita pantherina, che contengono differenti principi attivi, sono a volte considerati allucinogeni, ma non psichedelici, hanno effetti molto diversi e sono presenti in buona parte dell'Italia. Sono molto più tossici dei funghi alla psilocibina e hanno effetti fisici molto peggiori che includono la morte.
|  | Specie velenosa |

### Specie ad alto potenziale allucinogeno
- Amanita muscaria (comune)
- Amanita pantherina (comune)
- Inocybe aeruginascens (non comune)
- Psilocybe semilanceata (comune)
- Psilocybe callosa (non comune)
- Psilocybe cubensis
- Psilocybe cyanescens (raro)
- Panaeolus subbalteatus (comune)
- Panaeolus ater (non comune)
- Panaeolus cyanescens (raro)
- Pluteus salicinus (raro)
- Panaeolus sphinctrinus (comune)

### Specie a basso potenziale allucinogeno
- Fomes fomentarius (comune)
- Panaeolus campanulatus (comune)
- Panaeolus fimicola (comune)
- Panaeolus foenisecii (comune)
- Panaeolus retirugis (non comune)
- Psathyrella candolleana (comune)

### Specie con potenziale allucinogeno sospetto
- Amanita gemmata (raro, probabilmente velenoso se consumato insieme a bevande alcoliche)
- Gymnopilus fulgens (non comune)
- Gymnopilus spectabilis (comune - probabile effetto allucinogeno nel fungo crudo)
- Inocybe haemacta (non comune, noto per il caratteristico odore di "pera")
- Mycena pura (comune)
- Mycena rosea (comune)